# Ngouyaézi
Ngouyaézi är ett berg i Komorerna.   Det ligger i distriktet Anjouan, i den centrala delen av landet, 130 km öster om huvudstaden Moroni. Toppen på Ngouyaézi är 384 meter över havet. Ngouyaézi ligger på ön Anjouan.
Terrängen runt Ngouyaézi är huvudsakligen kuperad, men söderut är den platt.  Närmaste större samhälle är Sima, 3,6 km nordväst om Ngouyaézi. I omgivningarna runt Ngouyaézi växer i huvudsak städsegrön lövskog.